# ᵫ
Cette page contient des caractères spéciaux ou non latins. S’ils s’affichent mal (▯, ?, etc.), consultez la page d’aide Unicode.
La lettre ᵫ, appelée ligature ue ou e dans l’u, est une lettre latine additionnelle et ligature utilisée pour la transcription phonétique dans certains dictionnaires américains Merriam-Webster, où le ‹ ᵫ › représente une voyelle fermée antérieure arrondie /y/ ou une voyelle pré-fermée antérieure arrondie /ʏ/.

## Utilisation
La ligature ue ‹ ᵫ › est utilisé dans certaines éditions du dictionnaire anglais américain Merriam-Webster pour représenter voyelle fermée antérieure arrondie /y/ par exemple dans la transcription phonétique du mot français rue, du mot allemand fühlen (« sentir »), ou pour représenter une voyelle pré-fermée antérieure arrondie /ʏ/, par exemple dans la transcription du mot allemand füllen (« remplir ») dans l’édition de 2004. Dans certaines éditions, la voyelle pré-fermée antérieure arrondie /ʏ/ est plutôt représentée avec la ligature ue macron suscrit ‹ ᵫ̄ ›, par exemple dans l’édition de 1997.

## Représentations informatiques
La ligature ue peut être représentée avec les caractères Unicode (extensions phonétiques) suivants :
| formes    | représentations | chaînes de caractères | points de code | descriptions               |
| --------- | --------------- | --------------------- | -------------- | -------------------------- |
| minuscule | ᵫ               | ᵫ                     | U+025B         | lettre minuscule latine ue |